# Illusion City
Illusion City - Gen'ei Toshi (Japans: 幻影都市) is een computerspel dat werd ontwikkeld en uitgegeven door Microcabin. Het spel werd in 1991 uitgebracht voor de MSX turbo R. Later volgde ook releases voor de PC-98 en de Sega Mega-CD. Op de MSX maakte het spel gebruikt van MSX Music, MSX Midi of FM Pac. Dit spel is alleen uitgebracht in Japan.
Het spel speelt in de 21e eeuw waarin een groot deel van het Aziatische continent is verwoest. Hongkong was het meest geraakt door een demonenaanval. De speler speelt Tianren een demonenjager die woont in Hong Kong. Zijn geboorteplaats en de identiteit van zijn ouders is onbekend. Hij moet samen met een meisje genaamd Meihong deze stad demonenvrij maken.
De gevechten in het spel zijn beurtgebaseerd.

## Platforms
| Platform | Jaar    |
| -------- | ------- |
| 1991     | MSX     |
| 1992     | PC-98   |
| 1993     | Sega CD |